# Ямельниця (потік)
Ямельниця — гірський потік в Україні у Дрогобицькому районі Львівської області. Ліва притока річки Бачкової (басейн Дністра).

## Опис
Довжина потоку 3,5 км, найкоротша відстань між витоком і гирлом — 3,16  км, коефіцієнт звивистості річки — 1,11 . Формується багатьма безіменними струмками.

## Розташування
Бере початок на південно-східних схилах гори Кічерки (744 м). Тече переважно на південний захід мішаним лісом і на південно-західній стороні від села Ямельниця впадає у річку Бачкову, ліву притоку річки Стрию.

## Цікаві факти
- На гірському потоку існує декілька нафтових свердловин[4].